# Longmire

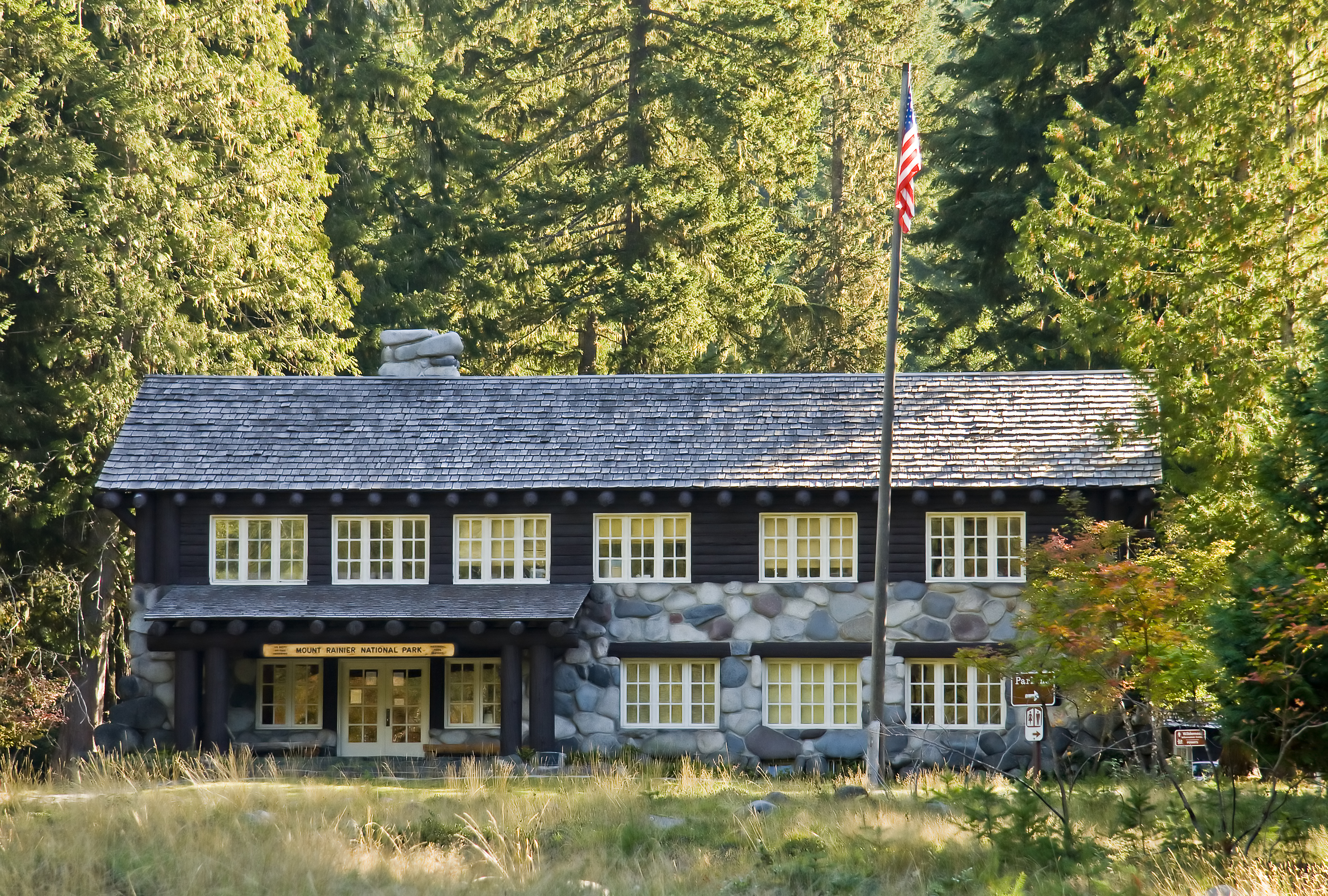
Bývalé sídlo správy parku v Longmiru.

Longmire, které je obklopeno Longmireským historickým obvodem, je turistické centrum v národním parku Mount Rainier, asi 10,5 kilometru východně od Nisquallijského vjezdu. Nachází se v údolí řeky Nisqually v nadmořské výšce 842 metrů mezi Hradbovým hřebenem a Tatooshským pohořím. Obklopuje ho také prales, ve kterém se nachází douglasky, zeravy obrovské a jedlovce západní.

## Historický obvod
Historický obvod zahrnuje bývalé sídlo správy národního parku a také nejvíce vyvinutou oblast národního parku. Patří do něj 58 budov a struktur, mezi něž patří čtyři budovy, které jsou umístěny individuálně v rejstříku historických míst. Je také domovem největší koncentrace rustikální architektury v národním parku a také jednou z nejvýznamnějších skupin budov tohoto stylu mezi všemi americkými národními parky. Obvod se nachází po obou stranách silnice mezi Paradise a Nisuqallijským vjezdem, zatímco na severní straně to jsou Longmireské lučiny, na té jižní se nachází zdejší infrastruktura, včetně administračního zázemí.
Mezi individuálně řazené struktury patří Longmireské budovy, mezi něž patří také bývalé sídlo správy národního parku, Longmireská chata a tři záchody v tábořišti. Obvod byl zapsán do rejstříku historických míst v březnu 1911. V Longmiru se také nachází hostinec Mount Rainier's National Park Inn a Longmireské muzeum. Prvně jmenovaný je jediným ubytováním v parku, které je dostupné po celý rok. Longmireský historický obvod je prakticky částí národního historického památkového obvodu Mount Rainier, který pokrývá celý národní park a uznává všechny zde se nacházející struktury stylu rustikální architektury.
Longmire je druhou nejnavštěvovanější atrakcí národního parku po Paradise, z více než 1,3 milionu návštěvníku parku sem zamířilo hned 38 procent. Longmire je také jedním z počátečních bodů stezky Wonderland Trail, na níž se 3 kilometry severozápadně od centra nachází tábořiště Cougar Rock.

## Historie
V roce 1883 postavil James Longmire 21 kilometrů dlouhou stezku z Ashfordu k teplým pramenům do místa, které vybavil chatami a které nyní nese jeho jméno. John Muir sem zavítal v roce 1888, kdy se chystal vylézt na horu Mount Rainier. Nejstarší přeživší strukturu Longmiru vybudoval ve stejném roce Longmirův syn Elcaine, byla to chata severně od dnešní silnice na Longmireských lučinách.
Mezi lety 1899 a 1904 navštěvovalo Longmire každé léto asi 500 lidí. Do oblasti se dostávali nejprve vlakem do Ashofrdu, odkud je odvezl dostavník po již zmiňované stezce. Lidé si zde užívali minerálních pramenů a výhledu na horu Mount Rainier, nebo mohli na výlet do Paradise nebo na loviště Indiána Henryho, obě destinace se nachází deset kilometrů od Longmiru po stezkách, které vybudovala Longmirova rodina.

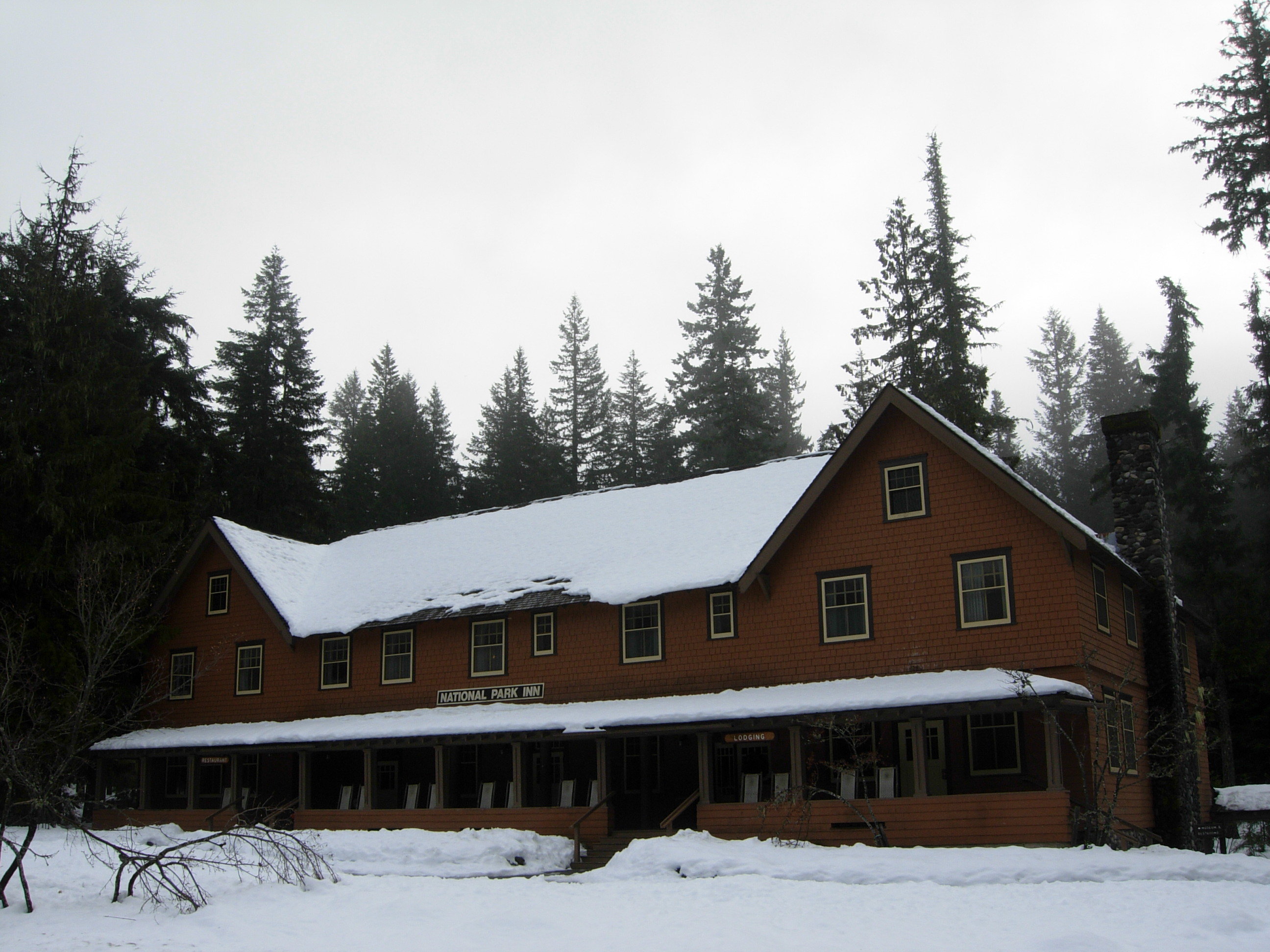
National Park Inn.

V roce 1890 vybudoval Longmire pětipokojový hotel, který byl později rozšířen. V roce 1906 k hotelu připojil také chaty a stany, což zvýšilo kapacitu na třicet pokojů. Ve stejný rok vybudovala železniční společnost Tacoma and Eastern Railroad původní třípatrový National Park Inn, který mohl zajistit ubytování až šedesáti hostům. Konkurence ale změnila vztah Longmirů k národnímu parku, což vyústilo v právní nedohody mezi rodinou a správci parku. Když Longmirův syn Robert zde postavil salón, momentální ředitel parku Grenville F. Allen salón zavřel, jelikož ho považoval za „veřejnou nepříjemnost“.
V roce 1911 vybudovala železniční společnost Tacoma and Eastern Railroad turistické centrum, které nyní slouží jako obchod se smíšeným zbožím.
Longmirovu rodinu unavoval tlak ze strany správců parku, aby vylepšili svá zázemí a po Elcainově smrti v roce 1915 všechen svůj majetek pronajali nové společnosti Longmire Springs Hotel Company. Noví provozovatelé ihned postavili další hotel s šestnácti dřevěnými chatami. Přestože byl majetek upraven a vylepšen, nový Longmire Springs Hotel stále kvalitou zaostával za National Park Innem, který stál naproti němu přes silnici.
Stephen Mather, první ředitel správy národních parků, vyvíjel politiku, která podporovala regulované monopoly před konkurencí v národních parcích. V dalších mnoha letech se správa národních parků snažila udělat ze společnosti Rainier National Park Company jedinou společností, která má licenci na podnikání v parku. To se povedlo v roce 1919, kdy společnost koupila budovy patřící Longmirově rodině a také si pronajala rodinný majetek na dvacet let za 12 tisíc dolarů v třístranné smlouvě zahrnující také vlastníky společnosti Longmire Springs Hotel Company. Poté, co dvacet let uplynulo, majetek koupila.
Společnost přesunula nový Longmire Springs Hotel vedle jeho největšího konkurenta, National Park Innu, v roce 1920. Do nové dvaapůlpatrové budovy, pojmenované National Park Inn Annex, se vešlo hned sedmnáct pokojů pro hosty. Společnost pak zbořila původní Longmire Springs Hotel a další budovy v Longmiru, za účelem vylepšit vzhled Longmiru.
Poté, co byla postavena cesta do Paradise, dávali návštěvníci přednost výše položenému letovisku, což finančně pohoršilo oběma konkurenčním hotelům. Společnost se tak odhodlala udělat Longmiru reklamu na jeho léčivé prameny vody. Úřad pro kontrolu potravin a léčiv v Washingtonu, D. C. zjistil, že zdejší voda nemá žádné léčivé účinky. Správa národních parků tuto reklamu společnosti zakázala a zdejší prameny už nikdy nenabraly takový význam, jaký měly dříve.
Ve druhé dekádě dvacátého století se zvedl počet návštěvníků parku a tak se sídlo správy přesunulo do Longmiru. V roce 1916 zde byla postavena kuchyně, která nyní slouží jako knihovna. Ve stejném roce bylo vybudováno i sídlo správy, které nyní slouží jako muzeum a turistické centrum.

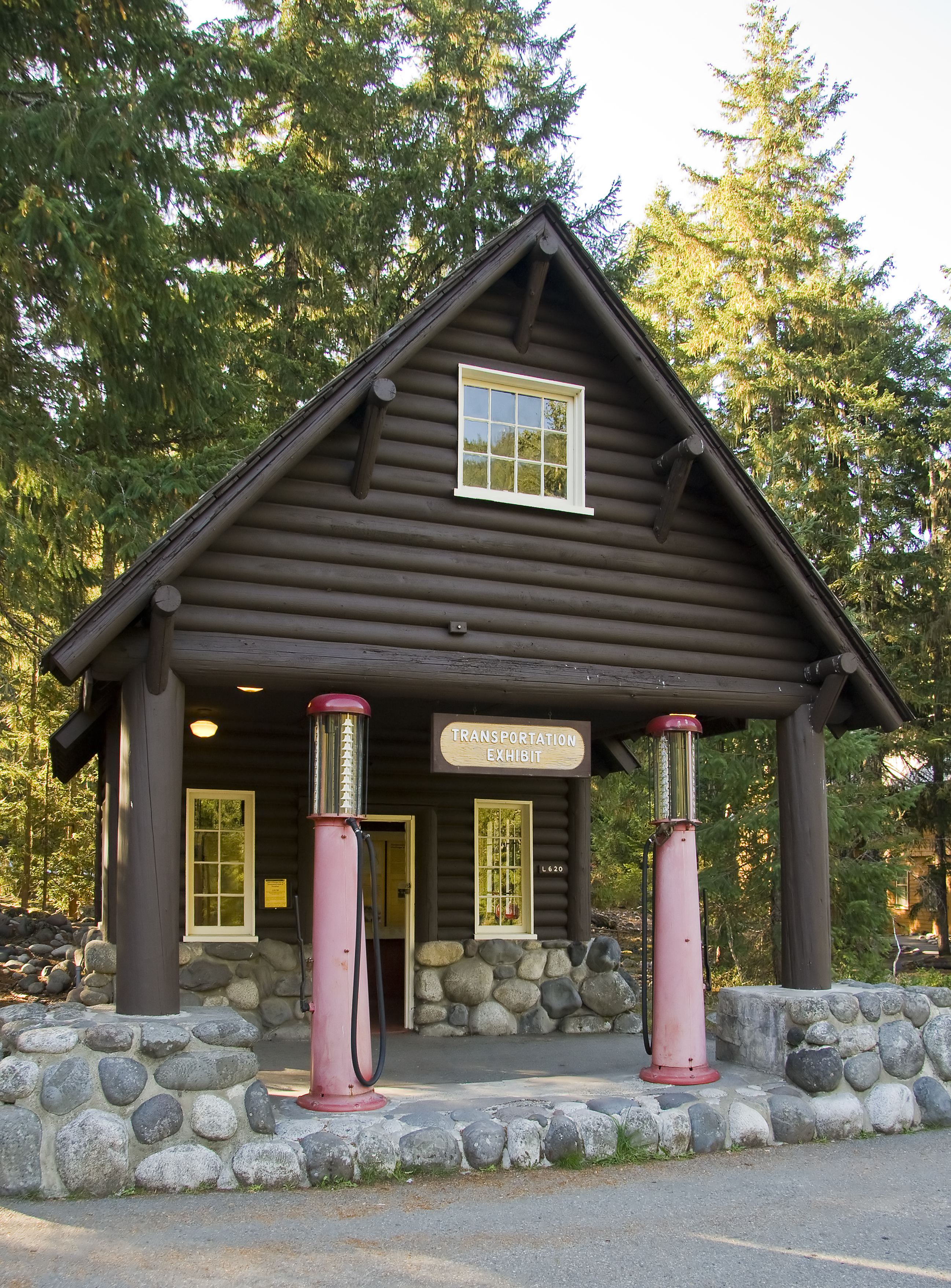
Starobylá čerpací stanice.

V roce 1927 se správa národních parků rozhodla dát Longmiru „smysl a pořádek“ budovám, které se nacházeli jižně od silnice. Jako výsledek byly postaveny tři významné budovy, které demonstrují účely správy národních parků, aby byl Longmire v harmonii s drsnými svahy hory Mount Rainier. Dobrým příkladem rustikální architektury je Komunitní budova z roku 1927. O rok později postavená administrační budova je ale pro architekturu nejvýznamnější budovou této doby. Inspiraci nacházela v administrační budově národního parku Yosemite, po níž převzala kamenné první podlaží a dřevěné druhé podlaží. Kameny použité při stavbě budovy byly pečlivě vybírány z okolí, aby byla budova co nejvíce v souladu s okolní krajinou. Poslední budovou byla čerpací stanice z roku 1929, která má vypadat nenápadně.
Původní National Park Inn shořel v roce 1926 a tak jeho roli převzal National Park Inn Annex, nyní známý pod jeho jménem. Annex byl v roce 1936 přetvořen a v roce 1990 přestavěn.
Administrační centrum bylo v roce 1977 přemístěno do Tahoma Woods, které leží mimo park, podle nového plánu z roku 1972, který omezoval další rozvoj v parku.
V roce 1987 se Longmireské budovy staly národní historickou památkou.

## Záplavy v roce 2006
Longmire a Paradise patřily mezi nejvíce postižená místa dešťovou bouří Pineapple Express, která se tudy přehnala na začátku listopadu 2006. 457 mm deště napadlo v šestatřiceti hodinách, což zavinilo velké povodňové škody a uzávěrky silnic. Washington State Route 706 vedoucí mezi Nisquallijským vjezdem a Paradise byla otevřena až v květnu 2007.